# 山西雉属
山西雉属（学名：Shanxiornis）是一种生存于更新世早期的鸡形目动物。
这一新属种在2006年命名，模式种是汾阴山西雉。属名与种名均表明化石产地。1988年，正型标本TNUV11发现于山西南部汾河东岸地区的早更新世的三门组。正型标本为完整左跗蹠骨一枚。1991年又发现完整左胫跗骨一枚。两标本目前都收藏于天津师范大学。